# Петровський Володимир Володимирович (історик)
Володи́мир Володи́мирович Петро́вський (нар. 27 квітня 1958) — український історик, доктор історичних наук, професор. Випускник Харківського університету.
Професор кафедри історіографії, джерелознавства та археології історичного факультету Харківського національного університету імені В. Н. Каразіна.
Коло наукових інтересів: сучасні україно-російські відносини, проблеми сучасної історіографії.
У 2006 р. захистив докторську дисертацію на тему: «Українсько-російські взаємини в сучасній західній науковій літературі (1991–2001 рр.)»

## Основні публікації
- Петровський В. В. Українсько-російські взаємини в сучасній західній науковій літературі (1991–2001 рр.) : Монографія / Володимир Володимирович Петровський; В.о. Харків. гуманіт. ін-т «Народна українська академія», Схід. ін-т українознав. ім. Ковальських; Наук. ред. В. В. Кравченко.- Харків : Майдан, 2003.- 492 с.